# Bruno Vasari
Bruno Vasari (Trieste, 9 dicembre 1911 – Torino, 20 luglio 2007) è stato uno scrittore, partigiano e antifascista italiano.

## Biografia
Nato a Trieste quando la città apparteneva ancora all'Impero Asburgico in una famiglia della media borghesia, Vasari fu allievo al liceo ginnasio statale Dante Alighieri di Giani Stuparich e si iscrisse poi alla facoltà di Giurisprudenza, conseguendo la laurea a Torino. Nel 1935 venne assunto all'EIAR a Trieste, poi trasferito a Venezia e infine nella sede di Torino.
Nel 1940 sposò Felicina De Giorgio detta Nanni. 
Il 1º giugno 1943 venne licenziato dalla direzione fascista dell'azienda dove lavorava per motivi politici; dopo il licenziamento si trasferì a Milano e intensificò i rapporti con la Resistenza. Il 6 novembre 1944 venne arrestato a Milano mentre prendeva contatti con Manlio Magini, comandante delle Divisioni Giustizia e Libertà della Lombardia. Deportato al Campo di transito di Bolzano e da lì a Campo di concentramento di Mauthausen, venne liberato il 5 maggio 1945. 
Ritornato in Italia, già nel 1945 scrisse Mauthausen, bivacco della morte, che fu il primo libro di testimonianze di un ex deportato pubblicato in Italia.
Nello stesso anno fu immediatamente riassunto alla RAI, dove giunse a ricoprire ben presto la carica di direttore centrale amministrativo e, quindi, di vicedirettore generale dal 1970 al pensionamento nel 1977.

Dal 1974 per venti anni diresse la rivista "Lettera ai Compagni", organo della FIAP ("Federazione Italiana Associazioni Partigiane") e dal 1991 rivestì la carica di presidente in seno all'ANED ("Associazione nazionale ex deportati politici nei campi di concentramento nazisti"). In questo ruolo, con la collaborazione della Regione Piemonte e dell'Università di Torino, promosse una vasta attività culturale volta a preservare la memoria della Deportazione e della Resistenza; in particolare favorì la raccolta di più di 200 testimonianze dei reduci dai campi di concentramento e sterminio nazisti residenti in Piemonte. Questo patrimonio è stato raccolto nella banca dati ADP (Archivio della Deportazione piemontese), consultabile in rete a partire dal 2010.
Rimasto vedovo nel 1958, nel 1963 si risposò con Maria Valentina Appiotti, dirigente Ilte del gruppo IRI, scomparsa nel 1996. Dopo la morte di quest'ultima Vasari cominciò a scrivere poesie, strumenti di una nuova stagione di testimonianza che si è conclusa con la sua morte, avvenuta a Torino il 20 luglio del 2007.
Ha pubblicato numerosi scritti autobiografici e altre opere sulla Deportazione e la Resistenza e raccolte di poesie. Tutti gli scritti, i documenti e la biblioteca di Bruno Vasari sono depositati presso l'Istituto piemontese per la storia della Resistenza e della società contemporanea.

## Opere principali
- Mauthausen, bivacco della morte (Milano, La Fiaccola, 1945)
- Frammenti nella memoria (Torino, Omega, 1977)
- Il presente del passato (Torino, Omega, 1979)
- La resistenza dei deportati politici italiani nei lager nazisti (Mauthausen, Dachau, Buchenwald). Cenni e riflessioni preliminari (Alessandra, dell'Orso, 1995)
- Il balcone fiorito (raccolta di poesie, Torino, Omega, 1996)
- Giani Stuparich. Ricordi di un allievo (Trieste, Lint, 1999)
- Tecnica dei rapporti scritti (con prefazione di Daniele Jalla, Torino, Omega, 1999)
- Una battaglia culturale (a cura di Federico Cereja, Milano, M&B, 2001)
- Il riposo non è affar nostro (libro-intervista a cura di Veronica Ujcich, Udine, Campanotto Editore, 2001)
- Di giorno in giorno (raccolta di poesie, Reggio Emilia, Diabasis, 2004)
- La libertà allo stato nascente (a cura di Barbara Berruti, Alessandria, Edizioni dell'Orso, 2004)
- Tramonti (Udine, Campanotto, 2005)